# Hundvågen (Hammerdals socken, Jämtland)
Hundvågen är en sjö i Strömsunds kommun i Jämtland och ingår i Ångermanälvens huvudavrinningsområde. Sjön har en area på 0,303 kvadratkilometer och ligger 316,6 meter över havet. Sjön avvattnas av vattendraget Vikan (Vallån).

## Delavrinningsområde
Hundvågen ingår i det delavrinningsområde (705585-149475) som SMHI kallar för Utloppet av Hundvågen. Medelhöjden är 336 meter över havet och ytan är 2,43 kvadratkilometer. Räknas de 10 avrinningsområdena uppströms in blir den ackumulerade arean 134,8 kvadratkilometer. Vikan (Vallån) som avvattnar avrinningsområdet har biflödesordning 3, vilket innebär att vattnet flödar genom totalt 3 vattendrag innan det når havet efter 219 kilometer. Avrinningsområdet består mestadels av skog (84 procent). Avrinningsområdet har 0,3 kvadratkilometer vattenytor vilket ger det en sjöprocent på 12,4 procent.